# Wigry

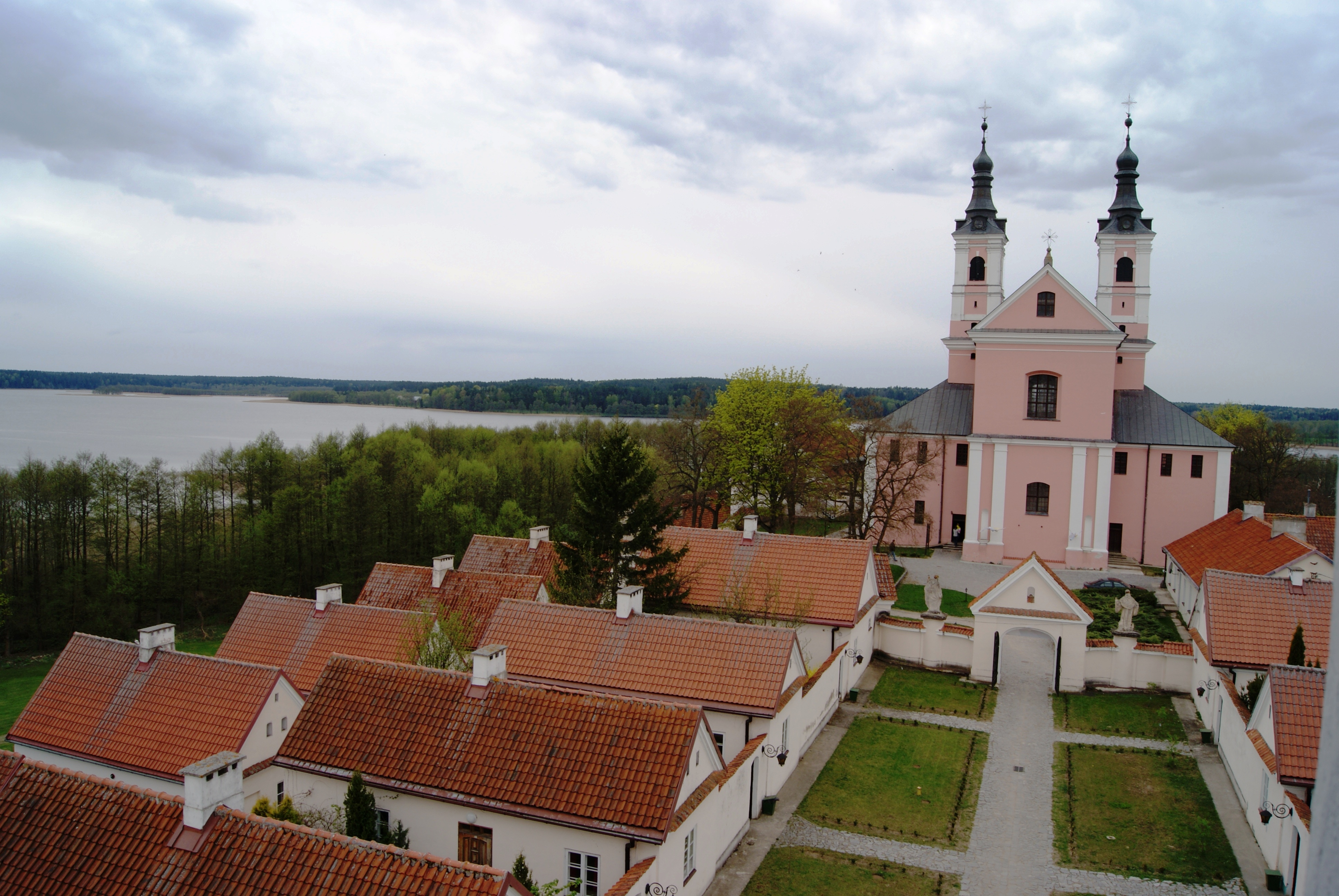
Kamaldulenser-Kloster am See

Der Wigry ist ein See in der Woiwodschaft Podlachien im Nordosten Polens. Geographisch gehört er zum westlichen Teil der litauischen Seenplatte. Mit einer Fläche von 21,7 km² ist er das größte Gewässer des 1989 gegründeten Wigry-Nationalparks. Er ist von mehr als 40 kleineren Seen umgeben. Hauptzufluss und -abfluss ist der Fluss Czarna Hańcza. Das Ufer ist hauptsächlich mit Fichten und Föhren bewachsen; es finden sich aber auch Eichen, Linden, Erlen, Lärchen, Birken und Eschen.

## Nachweise
- Włodzimierz Łęcki (Hrsg.): Kanon Krajoznawczy Polski. Verlag Wydawnictwo PTTK „Kraj“, 2000. ISBN 83-7005-429-3.
- M. Ambrosiewicz, W. Malinowska, M. Osewski, L. Wesołowska, Z. Zaborowski: Ścieżka edukacyjna "JEZIORA". Przewodnik. Krzywe: Wigierski Park Narodowy, 2001. ISBN 83-88344-24-2.
- L. Trząski: Perły natury. Kielce: Wydawnictwo Videograf II, 2005.